# 通城虎
通城虎（学名：Aristolochia fordiana）又名五虎通城、定心草、万丈藤、大散血、血蒟，是马兜铃科马兜铃属的植物，为中国的特有植物。分布于中国大陆的东西、福建、广东、浙江、广西、香港，多生在山谷林下灌丛中及山地石隙中，目前尚未由人工引种栽培。

## 形态
叶片先端长渐尖, 下面网脉细密, 仅脉上密被茸毛; 聚伞花序具花1–4朵, 苞片和小苞片卵形或钻形; 檐部舌片短。